# Le Canigou (kanton)
Le Canigou er en fransk kanton beliggende i departementet Pyrénées-Orientales i regionen Occitanie. Kantonen blev oprettet pr. dekret 26. februar 2014 og er dannet af kommuner fra de nedlagte kantoner Arles-sur-Tech (8 kommuner), Vinça (16 kommuner), Prades (6 kommuner), Prats-de-Mollo-la-Preste (6 kommuner), Olette (3 kommuner) og Céret (2 kommuner). Kantonen overskrider arrondissementgrænserne med 16 kommuner i Arrondissement Céret og 25 i Arrondissement Prades. Hovedby er Amélie-les-Bains-Palalda. 
Kanton Le Canigou består af 41 kommuner :
- Amélie-les-Bains-Palalda
- Arles-sur-Tech
- Baillestavy
- La Bastide
- Boule-d'Amont
- Bouleternère
- Casefabre
- Casteil
- Corneilla-de-Conflent
- Corsavy
- Coustouges
- Espira-de-Conflent
- Estoher
- Fillols
- Finestret
- Fuilla
- Glorianes
- Joch
- Lamanère
- Mantet
- Marquixanes
- Montbolo
- Montferrer
- Prats-de-Mollo-la-Preste
- Prunet-et-Belpuig
- Py
- Reynès
- Rigarda
- Rodès
- Sahorre
- Saint-Laurent-de-Cerdans
- Saint-Marsal
- Saint-Michel-de-Llotes
- Serralongue
- Taillet
- Taulis
- Taurinya
- Le Tech
- Valmanya
- Vernet-les-Bains
- Vinça